# ويم ماير
ويم ماير (بالهولندية: Wim Meijer)‏ هو سياسي هولندي، ولد في 16 أغسطس 1939 في هولندا. حزبياً، نشط في حزب العمل. وقد انتخب عضو مجلس نواب هولندا ‏.